# Sankulani
Sankulani est une ville du Malawi.
Elle dispose d'une gare de la branche sud du chemin de fer reliant le Malawi au Mozambique. La ligne de chemin de fer longe la frontière, elle quitte la plaine au sud pour gravir l'escarpement des hauts plateaux au nord,.
Il existe au Malawi une ville homonyme, à l'ouest de Lilongwe 13° 55′ 00″ S, 33° 19′ 00″ E.